# Pica pica mauretanica

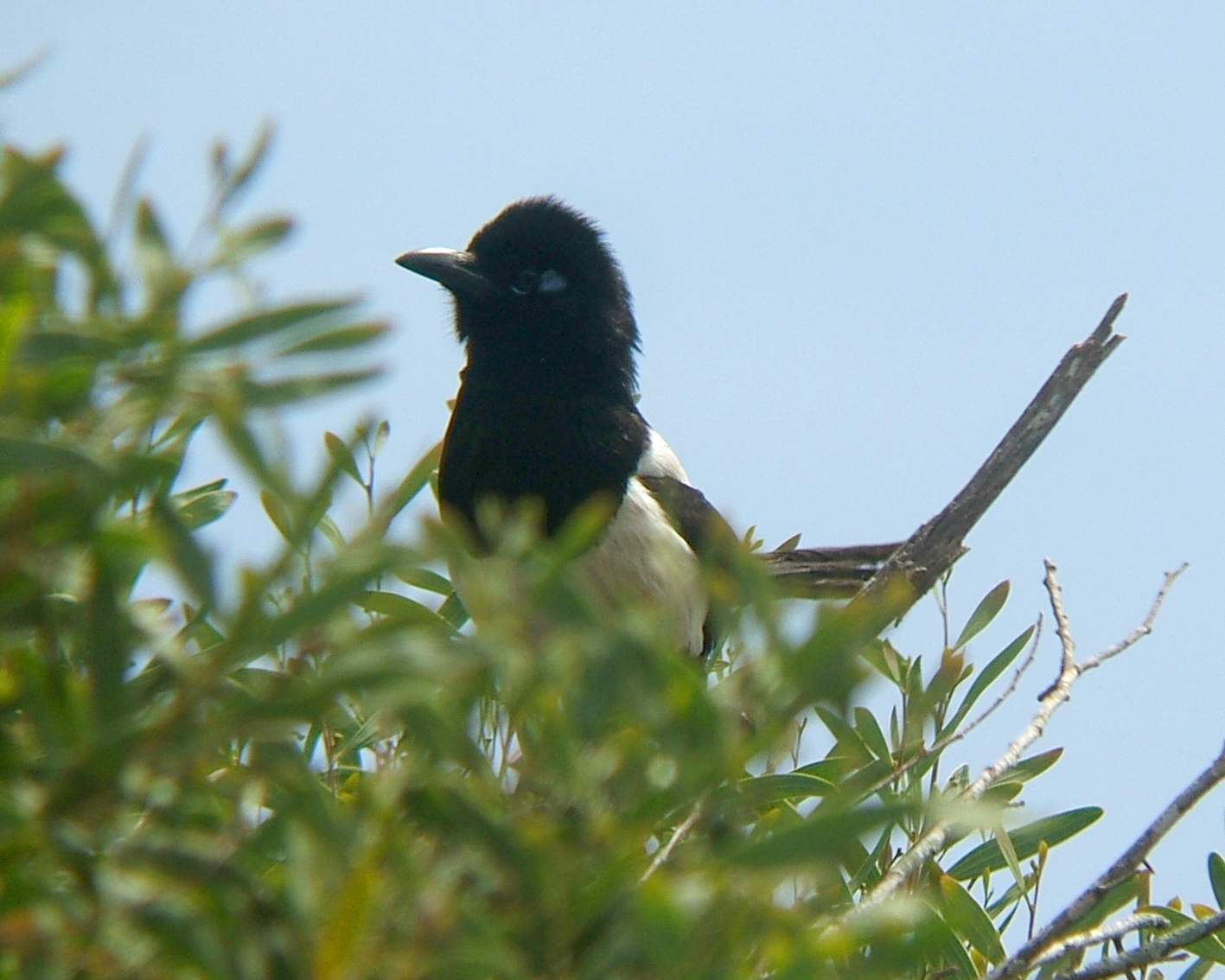
P.p. mauretanica en el Parque nacional de Souss-Massa.

Pica pica mauretanica es una subespecie de la urraca que se distribuye por el Magreb. 
Tiene una zona de piel desnuda de color azul bastante vistosa en los alrededores del ojo.
Es, probablemente, algo menos antropófila que las subespecies europeas.
- Datos: Q6074866